# Dean Saunders
Dean Nicholas Saunders (Swansea, West Glamorgan, Gal·les; 21 de juny de 1964) es un exfutbolista i entrenador gal·lès. Va jugar com a davanter entre 1982 i 2001.
Va formar part del Liverpool i l'Aston Vila en la dècada dels 90, i va fixar un nou rècord de traspàs entre clubs per un jugador britànic quan en 1988 va fitxar pel Derby County. Format en el club de la seva ciutat natal, el Swansea City, també va vestir les samarretes de l'Oxford United, Brighton, Bradford City, Nottingham Forest i Sheffield United, a més de passos pel Galatasaray turc i el Benfica de Portugal.
Va ser internacional absolut per la selección de Gales entre els anys 1986 i 2001, amb la qual va disputar 75 partits i va marcar 22 gols, aquest registre el col·loca entre els 10 jugadors amb més partits disputats i gols convertits. Encara que no va aconseguir classificar a la seva selecció per cap gran torneig internacional.
Després de la seva retirada com a jugador el 2001 va començar la seva carrera com a entrenador al Regne Unit. El seu primer club com a primer entrenador va ser el Wrexham el 2008. El 2015 va ser el director tècnic del Chesterfield, l'últim club que ha dirigit.